# LatArXiv
LatArXiv es un repositorio de preprints (borradores de artículos académicos) enfocado en investigaciones desarrolladas por autores de América Latina, el Caribe y España o sobre temas relacionados con estas regiones. Fue creado para permitir a investigadores compartir sus trabajos académicos antes del proceso formal de revisión por pares, facilitando la difusión rápida del conocimiento científico y académico regional.

## Historia
LatArXiv fue fundado en 2024 como una iniciativa para aumentar la visibilidad y el acceso a la producción científica latinoamericana. El proyecto surgió ante la necesidad de contar con un repositorio regional que permitiera a investigadores latinoamericanos compartir sus trabajos de forma abierta, siguiendo el modelo de otros repositorios internacionales como arXiv.

## Características
El repositorio acepta preprints en diversas áreas de conocimiento, incluyendo ciencias sociales, humanidades, ciencias naturales y exactas, entre otras. Los documentos pueden ser enviados y consultados en español, portugués e inglés, lo que facilita la comunicación científica en los idiomas principales de la región.
LatArXiv opera bajo los principios del acceso abierto, permitiendo que los preprints sean consultados sin costo por cualquier persona con acceso a internet. Los autores mantienen los derechos de autor sobre sus trabajos y pueden elegir distintas licencias Creative Commons para su publicación.
Entre sus principales características se encuentran:
- Proceso de moderación para garantizar estándares académicos básicos
- Asignación de identificadores DOI (Digital Object Identifier) para cada preprint
- Interfaz multilingüe (español, portugués e inglés)
- Herramientas de búsqueda avanzada
- Métricas de uso y descarga
- Integración con sistemas de indexación académica

## Impacto académico
El repositorio ha sido reconocido por diversas instituciones académicas y está incluido en varios directorios y bases de datos internacionales como BASE (Bielefeld Academic Search Engine) y el Directorio Sherpa Romeo.
Los trabajos depositados en LatArXiv son indexados por Google Scholar, aumentando su visibilidad en la comunidad académica global.
Un estudio sobre repositorios de preprints en América Latina publicado en SciELO Preprints destaca el papel de LatArXiv en el ecosistema regional de comunicación científica.

## Objetivos
De acuerdo con su declaración institucional, LatArXiv busca:
- Promover la ciencia abierta en América Latina y el Caribe
- Aumentar la visibilidad de la producción científica regional
- Facilitar el intercambio de conocimientos entre investigadores
- Acelerar el proceso de comunicación científica
- Preservar a largo plazo los documentos depositados